# Egnatioides lizae
Egnatioides lizae är en insektsart som beskrevs av Pfadt 1970. Egnatioides lizae ingår i släktet Egnatioides och familjen gräshoppor. Inga underarter finns listade i Catalogue of Life.